# حقيبة تعليمية
الحقيبة التعليمية هي عبارة عن نظام تعلمي متكامل ومحكم التنظيم، وأساس تنظيمه احتواؤه على مجموعة من الأنشطة والبدائل التعليمية التي تساعد في تحقيق أهداف محددة معتمدة على مبادئ التعلم الذاتي الذي يُمكّن المتعلم من التفاعل مع المادة حسب قدرته وظروفه واحتياجاته بإتباع مسار معين في التعلم، مسترشداً بدليل ملحق مع هذا النظام وبدرجات متفاوتة من إرشاد وتوجيه المعلم، كما يحتوي هذا النظام على مواد تعليمية منظمة مترابطة يراعى فيها توظيف المواد متعددة الوسائط، ويسعى هذا النظام لتحقيق تعلم متقن للمتعلم مستخدماً الاختبارات المنبثقة من أهدافه بجميع أنواعها وأشكالها، ومستنداً على عمليات التغذية الراجعة والتقويم المستمرة والمربوطة بمعالجات القصور بالتحصيل. وتتألف الحقائب التعليمية من مجموعة من المكونات الأساسية بصورة نموذجية، إلا أنه من أهم خصائص تصميم الحقائب التعليمية أنها مرنة غير خاضعة إلى صيغ جامدة، فبعض الحقائب التعليمية قد تتجاوز بعض المكونات، وتكتفي بمكونات أخرى لأسباب عملية،  أو تكتيكات حسب طبيعة الأهداف، ونظام الانتفاع، وخصائص الفئة المستهدفة بالحقيبة، وهي بالعموم لا تخرج عادةً عن المكونات والعناصر الرئيسة التالية:
1- النظرة الشاملة: وفيها يزود المتعلم بفكرة شاملة مسبقة عن الحقيبة ومكوناتها، وتحوي العناصر الآتية: عنوان الحقيبة، والفئة المستهدفة، والمتطلبات السابقة للتعلم الجديد، والفكرة الأساسية للمادة المراد تعلمها، ومبررات استخدام الحقيبة التعليمية، وتعليمات استخدام الحقيبة التعليمية.
2- الأهداف: وهي ما ينتظر أن تسهم الحقيبة التعليمية في تحقيقه لدى المتعلمين في أثناء عملية التعلم أو بعد الانتهاء منها، وتنقسم الأهداف إلى نوعين: أهداف عامة أو نهائية، وأهداف سلوكية أو مرحلية.
3- محتوى قلب الحقيبة (الأنشطة والبدائل): ويتضمن الأنشطة التعليمية التعلمية والإجراءات المصممة على نحو يكفل تحقيق الأهداف التعليمية المحددة، وتُدرج تلك الأنشطة على صورة بدائل أو خيارات بأساليب وطرائق ووسائل متنوعة، ومستويات متعددة، وتدرج منطقي؛ لتوفر للمتعلم فرص الانتقاء بما يناسب نمط تعلمه وخصائصه واهتمامه وقدراته واحتياجاته، وهذا هو العنصر الأهم في الحقيبة التعليمية لكونها قائمة على مبدأ تفريد التعليم، لتوفر هذه الأنشطة والبدائل التفاعل الإيجابي بين المتعلم والمواد المقدمة له من أجل تحقيق الأهداف المحددة بإتقان عالٍ.
4- التقويم: تمتاز عملية التقويم في الحقائب التعليمية بالشمولية والاستمرارية والتنوع، فمنها الاختبارات القبلية، والاختبارات البنائية التتبعية، والاختبارات البعدية، وحيث أن الحقيبة التعليمية تُبنى على مبدأ إتقان التعليم، فإن على المتعلم أن يحصل على درجة عالية تتراوح من الدرجة الكلية للاختبار.
5- الأدلة: تحتوي الحقيبة التعليمية على أدلة تتضمن إرشادات توضح للمعلم والمتعلم - كل في النسخة المخصصة له - أسلوب التعامل مع الحقيبة وخطوات العمل فيها وطريقة استخدام الاختبارات ومواقيتها، فمهمتها تسهيل العمل بالحقيبة لكل من المعلم والمتعلم المستفيد من دراستها، وتوضع على شكل كتيب صغير أو صفحات منفصلة مع الحقيبة.
6- الأنشطة الإثرائية (المتعمقة): في حال اهتمام بعض المتعلمين بمفهوم معين أو موضوع ما، فلا بد من تشجيعهم على مواصلة هذا الاهتمام عن طريق وضع قسم في الحقيبة التعليمية يسمى الأنشطة الإثرائية أو المتعمقة، ففيه يقترح على من يرغب من المتعلمين القيام بنشاطات إضافية تتيح له فرصة متابعة اهتمامه ورغبته في موضوع معين ذي علاقة مباشرة بموضوع الحقيبة، والتوسع فيه.
7- قائمة مصادر ومراجع الحقيبة: وفيها يتم كتابة قائمة بجميع المصادر والوثائق المرجعية التي استقيت منها معلومات الحقيبة التعليمية، والمراجع التي استعين بها.
8-  الصندوق أو الحاوية: وهو الوعاء الذي يوضع فيه جميع مكونات الحقيبة التعليمية، ويفضل أن يصمم بطريقة تناسب موضوعه ومحتواه، ويثبت على وجهه عنوان الحقيبة التعليمية، والمستوى الذي تناسبه، واسم المنتج لها.